# Huoshigang
Huoshigang (kinesiska: 火石岗, 火石岗乡) är en socken i Kina. Den ligger i provinsen Guizhou, i den sydvästra delen av landet, omkring 160 kilometer norr om provinshuvudstaden Guiyang. Antalet invånare är 16814. Befolkningen består av 8 154 kvinnor och 8 660 män. Barn under 15 år utgör 31 %, vuxna 15-64 år 57 %, och äldre över 65 år 11,0 %.